# Trigonophora mongolica
Trigonophora mongolica är en fjärilsart som beskrevs av Otto Staudinger 1896. Trigonophora mongolica ingår i släktet Trigonophora och familjen nattflyn. Inga underarter finns listade i Catalogue of Life.